# Daan Manneke
Daniël (Daan) Manneke (Kruiningen, 7 november 1939) is een Nederlands componist, dirigent en organist.
Met een oeuvre bestaande uit meer dan 250 werken heeft Manneke een reputatie verworven als een van de markante boegbeelden van de Nederlandse Eigentijdse klassieke muziek van de tweede helft van de 20ste en begin 21ste eeuw. Karakteristiek voor zijn composities zijn ruimtelijkheid en sacraliteit.
Manneke zoekt in zijn werk "naar een synthese tussen beheersing en impulsiviteit, tussen rationaliteit en emotie, wat leidt tot flamboyante en onvoorspelbare composities", aldus de toelichting bij de uitreiking van de Oeuvreprijs van de gemeente Breda in 2009. Componist Rokus de Groot zegt over hem: "Wie Daan Manneke kent als componist, organist, dirigent, leraar, vriend, wordt getroffen door de gloed van zijn bezieldheid. Zijn doen en laten spiegelen zijn levensvisie. Voor hem bestaat er geen tegenstelling tussen spiritueel en materieel." Siebe Riedstra noemt hem in een cd-recensie "onze twintigste-eeuwse Sweelinck".
Daan Manneke is getrouwd met Ina Manneke (Manneke is ook haar meisjesnaam) en heeft drie kinderen: Hannah, Thomas en Andrea.

## Levensloop
Daan Manneke werd geboren in een orthodox-protestants gezin met Vlaamse voorouders (de naam Manneke is afgeleid van de Vlaamse naam Mannekijn). Zijn vader had een boerenbedrijf, werd later onderwijzer en zong graag, zijn moeder speelde harmonium. Zijn jeugd werd gekenmerkt door "een rechtzinnige vader, gesteld op orde, een meer spiritueel voelende moeder, een boerenzoon, gebonden aan aarde en seizoenen, een huis zonder radio maar wel met de bijbel en dagelijks gezongen psalmen", wat van grote invloed is geweest op zijn latere bestaan als componist.

### Opleiding
Manneke kreeg zijn eerste muzieklessen van Adriaan Kousemaker, die tevens oprichter was van muziekuitgeverij Ars Nova. Vanaf zijn 15e begon hij met componeren, en zijn eerste composities werden door Ars Nova uitgegeven. Op zijn 18e deed hij Staatsexamen piano. Omdat Manneke door zijn vader voorbestemd was om hem op te volgen op het boerenbedrijf volgde hij de Middelbare Landbouwschool in Goes. Toen hij zich realiseerde dat met deze beroepskeuze de muziek uit zijn leven zou verdwijnen, besloot hij alsnog voor een muziekstudie te kiezen. Vanaf 1959 studeerde hij compositie bij Jan van Dijk, en orgel bij Huub Houët en Louis Toebosch aan het Brabants Conservatorium te Tilburg. Daarna voltooide hij zijn orgelstudie bij de Belgische organist Kamiel d'Hooghe in Brugge en Brussel. Vanaf 1966 volgde hij aan het Amsterdams Conservatorium compositielessen bij Ton de Leeuw, een kenner en voorvechter van niet-westerse muziek. In 1972 sloot hij deze studie af met de Prijs voor Compositie. De lessen van De Leeuw en de vriendschap die daaruit volgde zijn van grote invloed geweest op zijn verdere bestaan en zijn werk als componist. Ton de Leeuw bracht hem ook in contact met Olivier Messiaen, bij wie Manneke enkele privé-lessen en masterclasses volgde. Ook zijn decennialange vriendschap met de Australische (avantgarde-) pianist Geoffrey Madge is van grote betekenis geweest. De compositie Diaphony for Geoffrey voor trompet, hoorn, trombone en piano uit 1973 is aan hem opgedragen.

### Werk

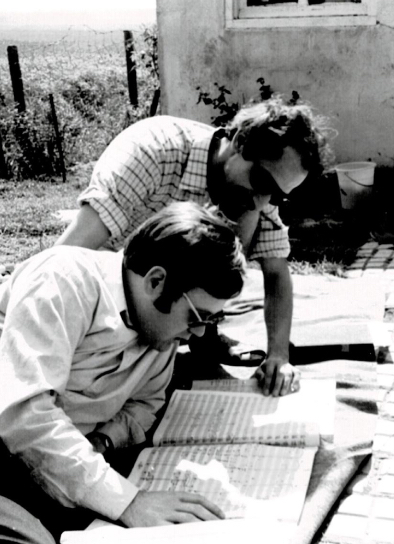
Daan Manneke met pianist Geoffrey Madge (links) in 1970

Van 1958 tot 1969 was Manneke organist aan de St. Gertrudiskerk in Bergen op Zoom. Hij werd bekend als orgelvirtuoos en hij gaf vele concerten in Nederland en België.
In 1972 werd Manneke docent van het vak Analyse van de Muziek van de 20ste eeuw aan het Sweelinck Conservatorium. Van 1986 tot 2008 is hij aan hetzelfde instituut verbonden als hoofdvakdocent Compositie. Ook richtte hij een jong-talentklas op, om jongeren die geïnteresseerd zijn in compositie te begeleiden en voor te bereiden op een conservatoriumstudie. Manneke leidde een groot aantal componisten op, waaronder  Kees Arntzen, Gerard Beljon, Wilbert Bulsink, David Helbich, Klaas ten Holt, Max Knigge, Claudia Rumondor, Marijn Simons, Egmont Swaan,  Gustavo Trujillo Delgado, Merlijn Twaalfhoven en Bart Visman.
In 1976 richtte hij Cappella Breda op, een kamerkoor dat hij tot 2017 heeft gedirigeerd. Met dit koor voerde hij programma's uit met o.a.Venetiaanse meerkorige werken en onbekende componisten uit de Renaissance, onder wie Herman Hollanders en Adriaan Willaert. Daarnaast zong het koor met enige regelmaat composities van Manneke zelf.

## Composities

### Inleiding
Het oeuvre van Manneke bestaat uit meer dan 250 werken, geschreven voor alle mogelijke bezettingen en ensembles, en voor een groot deel uitgegeven bij Donemus. Zijn muziek, grotendeels in opdracht geschreven, bestaat voornamelijk uit sacrale en kamermuziek. Bij sacraliteit bedoelt de componist nadrukkelijk dat het hem niet om Christelijke muziek gaat of gebruiksmuziek die voor de eredienst bedoeld is, maar eerder dat de muziek religieus geworteld is of een eigen sacraliteit nastreeft. Samen met Stravinsky deelt Manneke de opvatting dat "muziek in wezen een ritueel is, een spirituele zoektocht naar het volmaakte". Het begrip ruimte fungeert bij hem ook als religieus symbool: "Het overbruggen van de afstand tussen het materiële en het spirituele, het religieuze". In dat opzicht maakt hij zelf ook geen onderscheid tussen wereldlijke en religieuze muziek: de scheidslijn tussen beide is constant in beweging en vloeibaar.

### Kenmerken

#### Ruimtelijkheid, diversiteit en contrast
Enkele belangrijke kenmerken van zijn werk zijn de ruimtelijke monumentaliteit en een archipelachtige diversiteit. De ruimtelijkheid komt onder meer tot uitdrukking in de wijze waarop de ruimte betrokken wordt in de uitvoering: de plaatsing van verschillende ensembles/musici ten opzichte van elkaar en het publiek, maar ook de invloed van de ruimte (middels de akoestiek) op de totaalklank. Het meest ruimtelijk-monumentale werk is zonder twijfel de compositie Babel (1985) voor zes orkesten, veertien pauken en drie tamtams, die verspreid over een grote ruimte worden opgesteld.
Daarnaast hebben verschillende van zijn werken de titel Archipel gekregen, verwijzend naar de Zeeuwse eilanden uit zijn jeugd. Ook hierin speelt de ruimte een rol: Elk eiland heeft zijn eigen, geïsoleerde gemeenschappen met hun specifieke karakteristieken, toch horen alle losse delen bij elkaar. Improvisatie is tevens een wezenlijk onderdeel van het muzikale denken van Manneke. In tegenstelling tot veel van zijn tijdgenoten maakt de componist in zijn composities geen gebruik van elektronica, maar kiest hij louter voor traditionele muziekinstrumenten.
Ton de Leeuw schreef over de muziek van Manneke: "Door het hele werk komen we constanten tegen: de zin voor sterke, directe contrasten, voor signaalachtige motieven en complexen, voor sensuele, bijna tastbare klankkleuren, voor plastische muzikale gebaren, alsof de componist voor een denkbeeldig theater schrijft." (...) "Maar een ander (...) element krijgt in de huidige muziek een toenemende betekenis. Het meest hoorbaar is dit wellicht in de langzame, donker getimbreerde klankblokken, (...) de vluchtigheid van een verre melodie tot aan echo’s van "oude" muziek".

#### Inspiratiebronnen

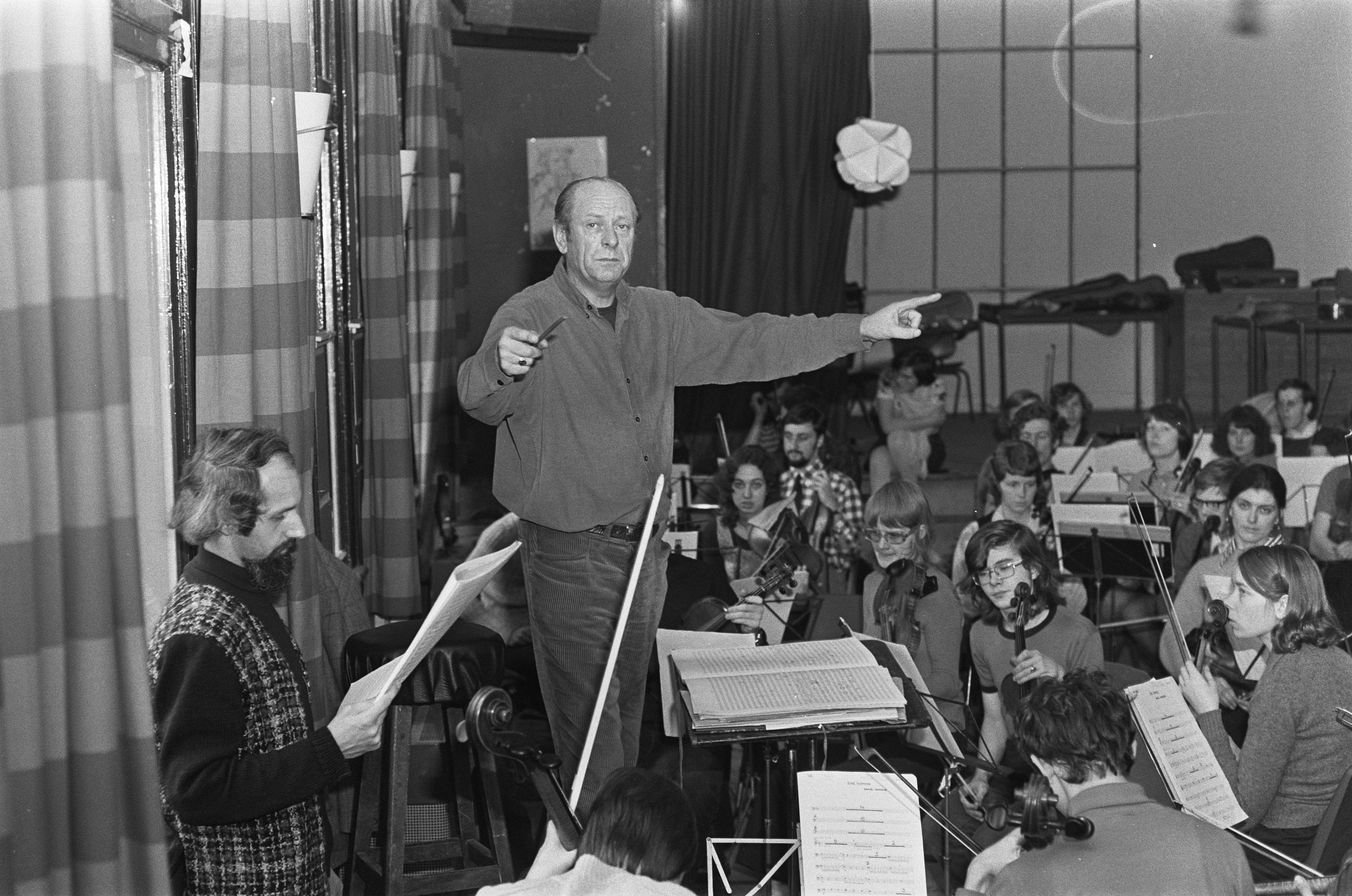
Daan Manneke (geheel links) tijdens de repetitie van zijn werk Sine Nomine door het Nederlands Studenten Orkest o.l.v. Jan Brussen (1973).

Mannekes belangrijkste inspiratiebronnen zijn "de 12e-eeuwse Notre-Dame School, de Renaissance, in het bijzonder Josquin, de Venetiaanse school (Willaert, Andrea en Giovanni Gabrieli, Monteverdi en Schütz), Bach, en nog eens Bach, Bruckner; Scelsi, (late) Stravinsky, Messiaen, Xenakis, en keer op keer volksmuziek van waar dan ook." Over zijn muzikale idioom zegt hij: "Atonaal en tonaal zijn hachelijke woorden. (...) Het klassieke harmonische systeem van Rameau met z'n dominant-tonica-relatie is slechts een van de vele facetten van de tonaliteit. De strikte atonaliteit (...) is iets waar ik me niet mee verwant voel. Ik geloof niet in atonaliteit." Belangrijke inspiratiebronnen zijn tevens literatuur en poëzie, met Guido Gezelle, Arthur Rimbaud en Ida Gerhardt als belangrijke dichters. Daarnaast integreert hij ook andere kunstvormen in zijn composities, waaronder de beeldende kunsten, fotografie en dans.
Zingen is voor Manneke, die jarenlang actief was als koordirigent, de meest basale vorm van muziek maken. Vrijwel zijn gehele oeuvre is dan ook primair vocaal gedacht, ook de werken die op het eerste gezicht puur instrumentaal lijken. Net als veel composities uit de Renaissance zijn veel van zijn werken uitvoerbaar in wisselende bezettingen. Ook bewerkt de componist met enige regelmaat bestaande werken tot versies voor een nieuwe bezetting.

#### Orgel

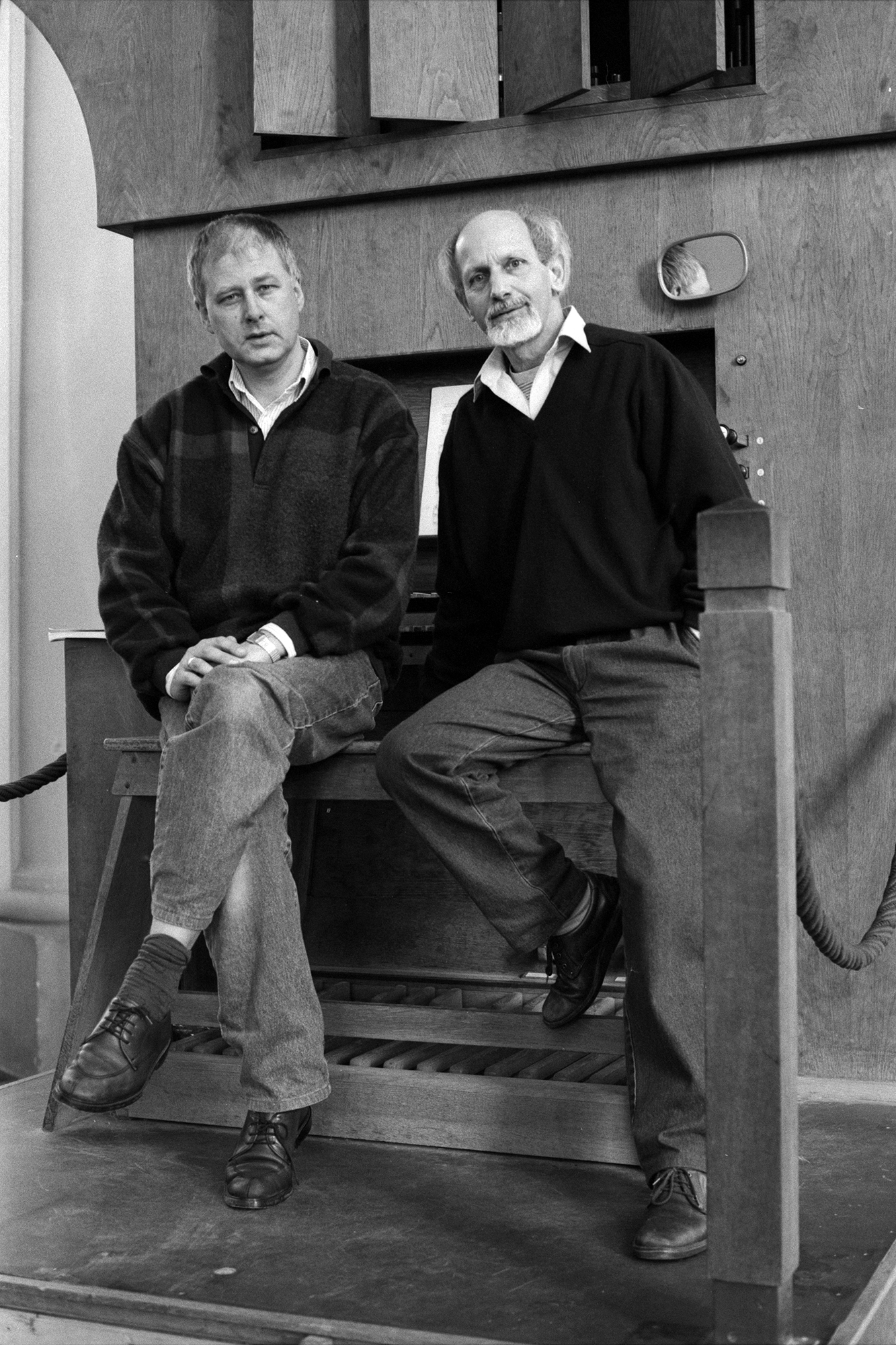
Jos van der Kooy en Daan Manneke bij het koororgel van de Westerkerk in Amsterdam in 1996.

De werken voor orgel nemen een aparte plaats in zijn oeuvre in, waaronder het werk Pneoo, geïnspireerd door het bamboe windorgel op de boulevard van Vlissingen. De composities worden gekenmerkt door een streven naar monumentaliteit en de dikwijls zeer hoge eisen die aan de uitvoerder worden gesteld. Organist en kenner van Mannekes werk Jos van der Kooy zegt over zijn orgelwerken: "Een boeiend oeuvre dat stoelt op lyrische vocaliteit en briljante instrumentale speelwijzen, op vernieuwing vanuit een heroverwegen van het verleden enerzijds en het nieuwsgierig verkennen van nieuwe wegen anderzijds."
De rol van Jos van der Kooy met betrekking tot het orgelwerk van Manneke is (een decennialange periode) van groot belang geweest. Hij voerde de werken talloze keren uit (waaronder diverse premières), legde ze vast op cd, gaf compositieopdrachten en begeleidde zijn conservatoriumstudenten in de uitvoering van werken van Manneke, vaak in co-docentschap met de componist zelf.

### Werkenlijst
Onderstaand een (uitvouwbaar) overzicht met een selectie van de belangrijkste werken van Manneke. Een compleet overzicht is te vinden op de website van de componist, en op de website van Donemus met alle werken hier uitgegeven onder vermelding van de specifiekere bezetting.
| Jaar    | Titel                                                                                | Genre       | Bezetting | Manneke Werken Lijst |
| ------- | ------------------------------------------------------------------------------------ | ----------- | --- | -------------------- |
| 1962    | Psaume 121, tekst: de Bijbel                                                         | Vocaal      | Gemengd koor | MWL 2                |
| 1962    | De Zonne Rijst / Kleine Kroniek voor orgel (revisie 2003)                            | Orgel       | Orgel | MWL 3a               |
| 1966    | Patronen                                                                             | Orgel       | Orgel | MWL 6                |
| 1967    | Trois petites symphonies                                                             | Orgel       | Orgel | MWL 7                |
| 1975    | Sinfonia                                                                             | Orkest      | Orkest (13 solostrijkers)                                                                                           | MWL 21               |
| 1978    | Polychroon                                                                           | Kamermuziek | Piano | MWL 32               |
| 1978    | Ruimten                                                                              | Orkest      | Orkest | MWL 31               |
| 1979    | Pneoo                                                                                | Orgel       | Orgel | MWL 40               |
| 1985    | Archipel I                                                                           | Kamermuziek | 2 Tenor- en 2 basblokfluiten                                                                                        | MWL 59               |
| 1985    | Archipel II                                                                          | Kamermuziek | Altviool, cello en contrabas                                                                                        | MWL 60               |
| 1985    | Babel                                                                                | Orkest      | 4 Strijkorkesten, houtblazersenemble, koperensemble, 14 pauken en 3 tamtams                                         | MWL 61               |
| 1986    | Concert voor 47 klokken, revisie                                                     | Carillon    | Carillon | MWL 43b              |
| 1986    | Organum                                                                              | Orgel       | Orgel | MWL 83               |
| 1987    | Archipel III                                                                         | Kamermuziek | Gitaar | MWL 68               |
| 1987    | Le pavillon, tekst: Arthur Rimbaud                                                   | Vocaal      | Gemengd koor | MWL 67               |
| 1988    | Jules, Nederlandse tekst: Sicco Heyligers                                            | Opera       | Kameropera voor 3 solisten, gemengd koor, fluit, klarinet, basklarinet, accordeon, orgel, altviool                  | MWL 72               |
| 1989    | Plenum, tekst: Paul Verlaine, Arthur Rimbaud en de Bijbel                            | Vocaal      | 2 Gemengde koren, harp en orkest                                                                                    | MWL 73               |
| 1991    | Et in tempore vesperi erit lux                                                       | Orgel       | Orgel 3-handig, of orgel met orgel/harmonium/synthesizer/accordeon, of 3 instrumenten                               | MWL 65               |
| 1992    | Archipel V, tekst: Arthur Rimbaud                                                    | Orkest      | Voor blazersensemble en mannenkoor ad libitum                                                                       | MWL 86               |
| 1992    | The bells                                                                            | Carillon    | Carillon | MWL 87               |
| 1993    | The master's harpsichord (Le clavecin des prés)                                      | Carillon    | Carillon | MWL 89               |
| 1994    | Arc I                                                                                | Kamermuziek | Strijkkwartet | MWL 91               |
| 1996    | Offertoire sur les grands jeux                                                       | Orgel       | Orgel | MWL 99               |
| 1997    | Symphonies of wind instruments                                                       | Orkest      | Versie voor blazersensemble                                                                                         | MWL 104              |
| 1998    | Tombeau pour Ton de Leeuw (1926-1996)                                                | Kamermuziek | Versies voor cello en cello en piano                                                                                | MWL 115              |
| 1998    | Adagio                                                                               | Orkest      | Strijkorkest | MWL 111              |
| 1999    | Forum, De stad, het plein, de klank, tekst: Arthur Rimbaud, Paul Celan en Vitruvius  | Vocaal      | Dubbelkoor, blaasinstrumenten en slagwerk                                                                           | MWL 117              |
| 2000    | Monumentum: Gedanken zu Bach (1685-1750), tekst: Leo Vroman, Paul Celan en de Bijbel | Vocaal      | Gemengd koor, 5 zangsolisten en orkest                                                                              | MWL 118              |
| 2002    | Archipel VII/Gran partita/hommage à César Franck                                     | Kamermuziek | Blaaskwintet en contrabas                                                                                           | MWL 127b             |
| 2002    | Archipel VII / Preludes, Choral & Tombeau / Hommage à César Franck                   | Orgel       | Harmonium | MWL 127a             |
| 2003    | De sneeuwkoningin, tekst Hans Christian Andersen, Nederlandse tekst: Sophie Kassies  | Opera       | Kinderopera voor 8 zangers en 4 instrumenten, opgedragen aan Hannah, Thomas en Andrea, de kinderen van de componist | MWL 131              |
| 2004    | Quasi una fantasia                                                                   | Kamermuziek | Harp | MWL 134a             |
| 2005    | Psalmenrequiem, tekst: de Bijbel                                                     | Vocaal      | Gemengd koor en harp                                                                                                | MWL 139              |
| 2007    | Arc III: La Flèche                                                                   | Kamermuziek | Strijkkwartet | MWL 153              |
| 2008    | Antwerpse Toccata                                                                    | Carillon    | Carillon | MWL 161              |
| 2009    | La Mélodie passagère, gearrangeerd door Marijn Simons                                | Kamermuziek | Viool | MWL 167              |
| 2009    | Liturgien, tekst: Friedrich Hölderlin, Rainer Maria Rilke en George Trakl            | Vocaal      | Kamerkoor | MWL 164              |
| 2010    | Tweede Antwerpse Toccata                                                             | Carillon    | Carillon | MWL 173              |
| 2011    | The Seven Last Words, tekst: de Bijbel                                               | Vocaal      | Koor en harmonium                                                                                                   | MWL 178              |
| 2011    | Kleines Konzert für Dornum                                                           | Orgel       | Orgel | MWL 179              |
| 2013    | Canti Ornati, tekst: de Bijbel                                                       | Vocaal      | Groot koor en orgel                                                                                                 | MWL 184              |
| 2015    | Aube, tekst: Arthur Rimbaud                                                          | Vocaal      | Gemengd koor en orgel                                                                                               | MWL 197              |
| 2016    | Bonum est confiteri Domino, tekst: de Bijbel                                         | Vocaal      | Vrouwenstemmen en orgel                                                                                             | MWL 199              |
| 2016    | Le Bouquet, Concert pour Orgue                                                       | Orgel       | Orgel | MWL 198              |
| 2017    | Psaume XIX, Les cieux racontent la gloire de Dieu, tekst: de Bijbel                  | Vocaal      | Gemengd koor a capella                                                                                              | MWL 202              |
| 2017/18 | Grote Archipel                                                                       | Kamermuziek | Piano | MWL 201              |
| 2019    | Basler Psalmen                                                                       | Orgel       | Orgel | MWL 211              |
| 2020    | Gedanken zu Bach (2020) Ach wie flüchtig, ach wie nichtig .....                      | Kamermuziek | Piano | MWL 217              |
| 2020    | De Wijngaard, tekst: de Bijbel                                                       | Vocaal      | Gemengd koor | MWL 219              |
| 2020    | De Profundis                                                                         | Orgel       | Orgel | MWL 218              |
| 2021    | Wat zalmen op den Avond doen                                                         | Carillon    | Carillon | MWL 222              |
| 2022    | Cantus Fixus for CaleFax                                                             | Kamermuziek | Rietkwintet | MWL 223              |
| 2023    | Motet Ach wie flüchtig                                                               | Vocaal      | Voor koor en instrumentaal ensemble                                                                                 | MWL 227              |

## Discografie
Op onderstaande (uitvouwbare) lijst staan lp's/cd's met werken van Daan Manneke en uitvoeringen door hem gedirigeerd.
| Jaar          | Titel                                                                                                  | Uitvoerenden | Labelnummer                        |
| ------------- | --- | --- | ---------------------------------- |
| 1978          | Lp Omgaan met muziek                                                                                   | USKO o.l.v. Jaap Hillen, Cappella Amsterdam o.l.v. Daan Manneke e.a.                                                         | Composers' Voice – CVS 1978/1      |
| 1982          | Lp Ruimten                                                                                             | Mendelssohn trio, Harmonieorkest van het Rotterdams Conservatorium, Harry Sparnaay e.a.                                      | Attacca – Babel 8207-2             |
| 1983          | Lp Signalen                                                                                            | Delta Ensemble | Attacca – Babel 8313-3             |
| 1992          | Plenum, Daan Manneke                                                                                   | Cappella Breda en Vocaal Ensemble Coqu o.l.v. Daan Manneke e.a.                                                              | WVH 20                             |
| 1992          | Magnificat Antiphonen, Arvo Pärt                                                                       | Cappella Breda o.l.v. Daan Manneke                                                                                           | Erasmus Muziekproducties – WVH 054 |
| 1993          | Archipel, Daan Manneke                                                                                 | Archipel Trio, Syrinx Saxofoonkwartet, Daniel Speer Trombone Consort, Calefax rietkwintet e.a.                               | WVH 066                            |
| 1993          | Concerti ecclesiastici, Hermann Hollanders                                                             | Cappella Breda e.a. o.l.v. Daan Manneke                                                                                      | WVH047                             |
| 1994          | Dutch composers 'di voce': Messa di voce                                                               | Vrouwen Kleinkoor Orpheus o.lv. Albert Wissink, Gerrie Meijers, orgel                                                        | WVH122                             |
| 1995          | Pneoo                                                                                                  | Jos van der Kooy en Koen van der Stade, orgel, Wout Oosterkamp, bas, Quink Vocaal Ensemble, Amsterdam Loeki Stardust Quartet | Erasmus Muziekproducties – WVH132  |
| 1996          | Invisible Cities - Contemporary A Cappella Music: Madrigaal: Le Citta Sottili, Psaume 121 en Due Canti | Quink Vocaal Ensemble | Telarc 80384                       |
| 1997          | Vox Neerlandica volume 2: Psalm 121, Je lève mes yeux                                                  | Nederlands Kamerkoor o.l.v. Uwe Gronostay                                                                                    | Etcetera Records KTC 1387NM 92065  |
| 1998          | Offertoire Sur Les Grands Jeux                                                                         | Jos van der Kooy, orgel en Wind Ensemble Conservatorium van Amsterdam o.l.v. Peter Masseurs                                  | Erasmus Music & Media – 242        |
| 2001          | Le pavillon, si bleu, si calme, Daan Manneke                                                           | Kamerkoor Studium Chorale o.l.v. Hans Leenders, Marijn Simons, viool, Sebastian Strings o.l.v. Katy Sebestyén e.a.           | Erasmus WVH 264                    |
| 2001          | More New Blues for Piano: Blues for Marcel                                                             | Marcel Worms, piano | NM Extra – 98021                   |
| 2001          | Daan Manneke                                                                                           | Groot Omroepkoor, Studium Chorale, Egidius Kwartet, Daniel Kwartet e.a.                                                      | Composers' Voice – CV107           |
| 2005          | Daan Manneke: Kapelmeester van de ruimte                                                               | Cappella Breda en instrumentalisten o.l.v. Daan Manneke, Theun de Vries                                                      | Eigen beheer                       |
| 2009          | La mélodie passagère, Daan Manneke                                                                     | Van Dingstee Kwartet, Studium Chorale o.l.v. Hans Leenders, Klaas Hoek, harmonium e.a.                                       | QuintOne Q 09002                   |
| 2014          | Perfla!, Daan Manneke (werken voor orgel en harmonium)                                                 | Matthijs Koene, panfluit, Jos van der Kooy, orgel, Wout Oosterkamp, bas, e.a.                                                | DMP DVH 140127                     |
| 2014          | Soyons plus vite, Daan Manneke                                                                         | Van Dingstee Kwartet, Coen Stuit, Dirk Luijmes, Studium Chorale o.l.v. Hans Leenders                                         | QuintOne Q14005                    |
| 2015          | 't Gaan balken lichts dwers door den choor..., Daan Manneke                                            | Domcantorij Utrecht o.l.v. Remco de Graas, Jan Jansen, orgel, Arie Abbenes, carillon                                         | Discodom DSD1831270611             |
| 2016          | Evan Bogerd, Sint-Bavo Haarlem: Ligatura                                                               | Evan Bogerd, orgel | Tulip Records TURE 201624          |
| 2018          | Car ta voix est douce, Daan Manneke                                                                    | Kamerkoor Amsamble o.l.v. Benjamin Bakker, Vincent van Amsterdam, accordeon                                                  | Donemus                            |
| 2019          | Grote Archipel for piano, Daan Manneke                                                                 | Ralph van Raat, Geoffrey Douglas Madge, Kelvin Grout, Hannes Minnaar, Jelena Bazova en Daniël Kramer                         | Zefir Records ZEF 9668             |
| 2019          | Jan Pieterszoon Sweelinck en Daan Manneke                                                              | Jos van der Kooy op het orgel van de Westerkerk te Amsterdam                                                                 | Festivo CD 6962502                 |
| 2019          | O nostre Dieu et Seigneur amiable: Hommage à Sweelinck                                                 | Gerben Budding op het orgel van de Grote Kerk te Gorinchem                                                                   | Diamond Line                       |
| Jaar onbekend | Tombeau                                                                                                | Kamerkoor Fiori Musicali, The Leiden Choristers en instrumentalisten o.l.v. Sietse van Wijgerden                             | Eigen beheer                       |
| Jaar onbekend | Canti                                                                                                  | Egidiuskwartet e.a. | Onbekend                           |
| Jaar onbekend | Lp Dutch Carillon Music: A Courtyard Filled With Chords                                                | Arie Abbenes, carillon van de Domtoren te Utrecht                                                                            | Donemus – Disk 001                 |
| Jaar onbekend | Daan Manneke: 50 jaar vocaal!                                                                          | Nederlands Kamerkoor, Capella Frisiae, The Gents                                                                             | Eigen beheer                       |
| Jaar onbekend | Trajectoire                                                                                            | Helios Ensemble o.l.v. Wolfgang Lange                                                                                        | Eigen beheer                       |

## Onderscheidingen
- 1967 - Prijs voor jonge Zeeuwse kunstenaars van de Provincie Zeeland
- 1972 - Prijs voor Compositie, Amsterdams Conservatorium
- 1977 - Fonteyn-Tuynhoutprijs voor de compositie Three Times (gemengd koor en orkest, 1974)
- 1980 - Hilvarenbeekse Muziekprijs voor de compositie Pneoo II (harmonieorkest, 1980)
- 1985 - Tilburgse compositieprijs voor Er vallen stukken (carillon, 1985)
- 1999 - Cultuurprijs van de Provincie Noord-Brabant
- 2000 - Koninklijke onderscheiding Ridder in de Orde van de Nederlandse Leeuw
- 2009 - Oeuvreprijs van de gemeente Breda
- 2014 - Honorair Kapelmeester van de Grote of Onze Lieve Vrouwe Kerk te Breda (ter gelegenheid van zijn 75ste verjaardag)
- 2018 - Zilveren medaille van de Franse Société Académique Arts-Sciences-Lettres

## Publicaties

### Publicaties van Manneke
- 1977 - Omgaan met muziek - Werkboek voor eigentijdse improvisatie - uitgeverij Annie Bank Edition
- 1981 - Signalen van ver en dichtbij, korte, educatieve muziekstukken voor een variabel ensemble - uitgeverij De Toorts, Haarlem
- 2009 - Mijn Leermeesters, beelden en herinneringen aan mijn vier compositieleraren - uitgeverij Van Kemenade
- 2020 - Beschouwing over Promenade, statues et la fille for piano (incl. Quarantaine) en Preambule (brief aan Olivier Messiaen) - tijdschrift De Nieuwe Muze
- 2024 - Archipel. Een memoir - uitg. Van Kemenade

### Publicaties over Manneke
- 1989 - De stijl van Daan Manneke - Jacinta Molijn, doctoraalscriptie -  Universiteit van Utrecht
- 1994 - Muze en Mythologie, De Witte Stilte, essays over het numineuze - Ralf Bodelier, Edmund Husserl-Stichting - uitgeverij Gianotten, Tilburg
- 1998 - Offertoire sur les Grands Jeux - Heino Vergouwen, doctoraalscriptie over het orgeloeuvre van Daan Manneke - Universiteit van Utrecht
- 1999 - Liber Amicorum Daan Manneke 60 - verschillende auteurs - uitgeverij Van Kemenade, Breda
- 2009 - Daan Manneke, componist van de ruimte - verschillende auteurs - uitgeverij Van Kemenade, Breda
- 2010 - Archipel, de werkvorm binnen de composities van Daan Manneke - Leo Blankers, masterscriptie - Koninklijk Conservatorium
- 2012 - Ruimte in het werk van Daan Manneke - Sanneke van der Ouw, Bachelorscriptie Muziekwetenschap - Universiteit van Utrecht
- 2013 - Inspiration chrétienne dans l'oeuvre des compositeurs néerlandais Ton de Leeuw (1926-1996) et Daan Manneke (1939) - Robert Weeda, uitgave No 7, DESHiMA, revue d’histoire globale des pays du nord, Départements d’études néerlandais et scandinaves - Universiteit van Straatsburg

- Bibliothèque nationale de France: cb162111916 (data)
- CiNii: DA14878738
- Gemeinsame Normdatei: 10379820X
- International Standard Name Identifier: 0000 0000 8397 0344
- Library of Congress Control Number: n79135344
- MusicBrainz: dde679a2-bfa8-400b-b7dd-098d6408f8d5
- Nederlandse Thesaurus van Auteursnamen: 071071032
- Système universitaire de documentation: 227174615
- Virtual International Authority File: 79266019
- WorldCat: E39PBJjMB44JD7Q88yKjmgQTHC